# Сассауна
Сассауна (нім. Sassauna) — це найнижча вершина гірського хребта Ретікон в Ретійських Альпах. Вершина розташована в східній частині Швейцарії, в кантоні Граубюнден.
Навколо Сассауни проживає близько 42 осіб. на квадратний кілометр. Найближчим більшим містом є Ігіс, що від Сассауни на відстані 12,1 км на південний захід. Територія навколо Сассауни майже вся вкрита змішаним лісом.